# التجربة النهائية
التجربة النهائية: التطور من صنع الإنسان هو كتاب صدر عام 1977 من تأليف الكاتب العلمي نيكولاس ويد حول المجال الجديد والمثير للجدل آنذاك لأبحاث الحمض النووي المَأْشوب ("الربط الجيني")، ومعظمه مستمد من أخباره وتعليقاته السابقة ككاتب لمجلة ساينس.        نُشرت طبعة محدثة بفصل جديد عام 1979. 